# Saint-Lyé-la-Forêt

Saint-Lyé-la-Forêt este o comună în departamentul Loiret din centrul Franței. În 1 ianuarie 2022 avea o populație de 1.235 de locuitori.